# Jesús Rollán
Jesús Miguel Rollán Prada (Madrid, 4 de abril de 1968 - 11 de março de 2006) foi um jogador de polo aquático espanhol, campeão olímpico, Era conhecido como El guardián de la piscina (em português:  O guardião da piscina).

## Carreira
Jesús Rollán fez parte da geração de ouro do polo aquático espanhol, fez parte nos elencos vice-campeão olímpico de 1992, e que conquistou o ouro em Atlanta, 1996.
Rollán foi um recordista de presenças olímpicas com cinco participações, um grande amigo da Infanta Cristina, a quem fez  conhecer seu futuro esposo, o handebolista Iñaki Urdangarin. 
Rollán morreu ao cair de um terraço em Barcelona, no ano de 2006. Quando na época fazia tratamento contra a depressão.